# أيا أوتشيدا
أيا أوتشيدا (内田彩 أوتشيدا أيا) هي مطربة ومؤدية أصوات يابانية ولدت في 23 يوليو 1986 في أوتا, غونما.

## أدوارها في الأنمي

### مسلسلات أنمي تلفزيونية
- ديفل سرفايفر 2 ذي أنيميشن - إيو نيتّا
- ترينيتي سفن - أرين كانّازوكي
- ري-كان! - طيف كوغال
- فريزينغ - تيشي فينيل
- فريزينغ فايبريشن - تيشي فينيل
- فيفيدريد أوبيريشن - هيماواري شينوميا
- مونتو - تشيكارا هيداكا
- في الواقع أنا - شيهو شيشيدو
- وورلد بريك السيف المقدس - ماليس
- لاف لايف! - كوتوري مينامي
- تشين كرونيكل: نور هيكسيتاس - مارينا
- بيغ أوردر - نيني ميناموتو
- دانغانرونبا 3: نهاية أكاديمية قمة الأمل - كومارو نايغي
- مايتيتسو - ران

### أفلام أنمي
- لاف لايف! ذا سكول آيدول موفي - كوتوري مينامي
- ترينيتي سفن: «إترنيتي لايبراري» و «ألكيميك غيرل» - أرين كانّازوكي

## أدوارها في ألعاب الفيديو
- دانغانرونبا أناذر إيبيسود: ألترا ديسبير غيرلز - كومارو نايغي

## أدوارها في الدبلجة اليابانية
- ليغو نينجاغو: أبطال السبينجيتسو - نيا

## وصلات خارجية
- أيا أوتشيدا على موقع IMDb (الإنجليزية)
- أيا أوتشيدا على موقع ميوزك برينز (الإنجليزية)
- أيا أوتشيدا على موقع ديسكوغز (الإنجليزية)
- أيا أوتشيدا على موقع قاعدة بيانات الفيلم (الإنجليزية)
- أيا أوتشيدا على موقع ANN person (الإنجليزية)